# ProjectLibre
ProjectLibre est un outil open source de planification de projet multi-projets et multi-utilisateurs. Il est le résultat d'un fork du logiciel OpenProj.
ProjectLibre s'inspire de Microsoft Project ; il permet de lire et modifier des fichiers MS Project version 2003, 2007 et 2010,.
Au 1er août 2020, le logiciel a été chargé 5 000 000 fois dans plus de 200 pays[source secondaire nécessaire]. 
Ce logiciel a été nommé « Projet du mois » en octobre 2012 sur SourceForge.net.
Le logiciel est intégré à la liste des :
- logiciels libres préconisés par l’État français dans le cadre de la modernisation globale de ses systèmes d’informations (S.I.),
- logiciels et ressources numériques libres pour l'enseignement supérieur pour le Canada[5].

## Fonctionnalités

### Version 1.5.1 2012-10-17[2]

#### Les fonctions
- Compatibilité avec Microsoft Project version 2010 ;
- Interface d'utilisation par ruban ;
- Gestion de la valeur acquise pour les coûts ;
- Diagramme de Gantt ;
- Diagramme du réseau PERT ;
- Diagramme hiérarchique des ressources ( Resource Breakdown Structure (RBS) );
- Rapport d'exécution des tâches ;
- Diagramme Work Breakdown Structure (WBS).

#### Les affichages disponibles
- Diagramme de Gantt
- Diagramme de Gantt pour le suivi
- Diagramme de PERT
- Tableau des ressources
- Tableau synthétique du projet
- Organigramme du projet
- Organigramme des ressources
- Tableau récapitulatif au format texte du projet
- Tableau des tâches et des durées
- Ressources avec les charges
- Histogramme du projet
- Représentation par courbe du projet